# Музей Магдебургского права
Музей Магдебургского права — музей истории киевского самоуправления.
Маленький домик расположенный на Почтовой площади представляет постоянную выставку «К истории самоуправления в городе Киеве», посвященную 500-летию предоставления городу Магдебургского права. Музей рассказывает о временах, когда «Подол был городом» и наиболее значимым районом Киева. В музее повествуется об эпохе подольской славы и процветания в Средневековье и позднее — в эпоху барокко и расцвета украинской городской культуры.

## Экспозиция музея
Коллекция музея включает различные редкие фотографии Киева, архивные документы, иконы, картины, открытки старого города. В музее также представлены археологические находки, включая монеты и Киевский фаянс.